# Diego de Covarrubias y Sans

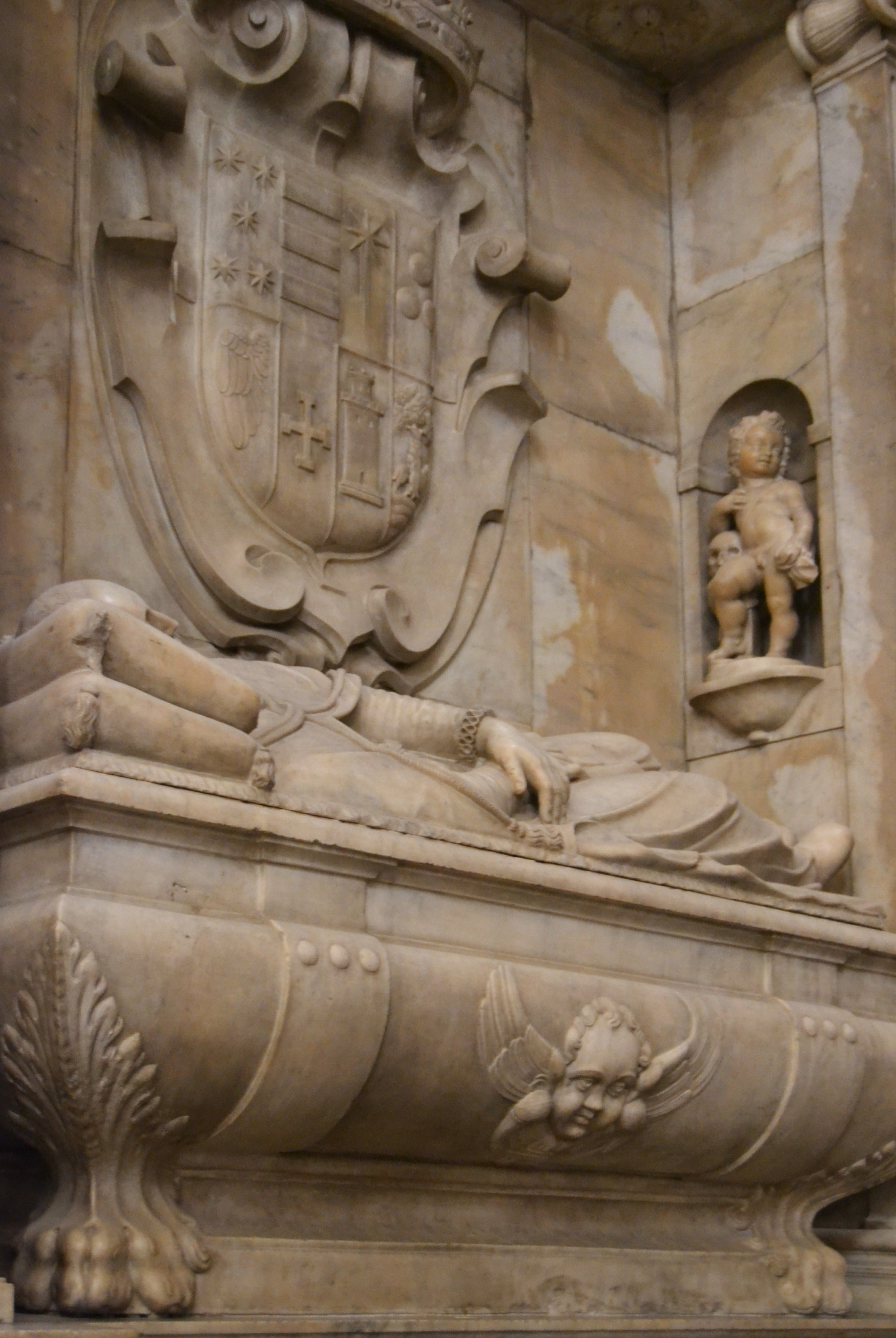
Vista del sepulcro de Diego de Covarrubias en la capilla de San Sebastián de la Catedral de Valencia.

Diego de Covarrubias y Sans (Cocentaina, 9 de noviembre de 1544-Madrid, 5 de noviembre de 1607) fue un noble y magistrado español.

## Biografía
Nació en Cocentaina (entonces en el reino de Valencia).
Estudió en la Universidad de Salamanca, siendo colegial del Mayor de Oviedo.
En 1592 fue nombrado regente (consejero) del Consejo de Aragón por el reino de Valencia.
Participó en las Cortes de Cataluña de 1599, siendo tratador por cuenta del rey Felipe III en las mismas junto con Lorenzo Suárez de Figueroa y Dorner, II duque de Feria; y Francisco de Sandoval, I duque de Lerma.En el reinado de Felipe III, Covarrubias tendría un papel destacado dentro del entorno del duque de Lerma junto con otros personajes vinculados a la corona de Aragón como Pedro Franqueza.
Murió en Madrid el 5 de noviembre de 1607, siendo enterrado en la capilla de San Sebastián de la catedral de Valencia. Su sepulcro está realizado en alabastro blanco y cuenta con una estatua yacente, en un arquisolio del lado del Evangelio de la capilla. Frente a este sepulcro se dispone el de su mujer, haciendo pareja.

## Órdenes y cargos

### Órdenes
- Orden de Montesa
  - Comendador de Perpuchente.[2]
  - Caballero.

### Cargos
- Consejo de Aragón.  
  - Vicecanciller (1598-1607)
  - Regente por el reino de Valencia (1592-1598)

## Nota
1. ↑  Además fueron solicitadores: Juan Manuel de Mendoza y Luna, II marqués de Montes Claros, Alonso de Muriel; y Tello de Guzmán.